# Jezża
Jezża (ros. Езжа) – wieś (dieriewnia) w Rosji, w obwodzie kirowskim, w rejonie afanasjewskim. W 2010 liczyła 62 mieszkańców.